# Хиамская культура
Хиамская культура, названная по типовому памятнику Эль-Хиам на побережье Мёртвого моря, — археологическая культура, или, точнее, период ближневосточного неолита, переходный от натуфийского к докерамическому неолиту A. Датируется около 10 000 — 9 500 гг. до н. э. Рассматривается как стадия II мурейбетской культуры.
В Эль-Хиаме были обнаружены наиболее древние кремнёвые наконечники стрел с боковыми насечками, известные как «эль-хиамские наконечники». Данные наконечники позволяют идентифицировать как хиамские ряд стоянок, обнаруженных в основном на территории Израиля, а также в Иордании (Азрак), на Синае (Абу-Мади) и далее на севере в средней части Евфрата (Мурейбет).
За исключением характерных хиамских наконечников, хиамская культура представляет собой плавный переход от натуфийской культуры без крупных технологических инноваций. Тем не менее, впервые дома становятся полностью наземными, а не полуподземными, как ранее. В целом носители хиамской культуры остаются охотниками-собирателями, признаки земледелия отсутствуют.
Хиамская культура связана с изменениями в символических представлениях, что характеризуется появлением небольших женских статуэток, а также закопанных в землю черепов тура. По мнению  Ж. Ковена, здесь мы видим зарождение культов Женщины и Быка, характерных для последующих периодов ближневосточного неолита.